# Голлі (Орегон)
Голлі (англ. Holley) — переписна місцевість (CDP) в США, в окрузі Линн штату Орегон. Населення — 390 осіб (2020).

## Географія
Голлі розташоване за координатами 44°20′56″ пн. ш. 122°47′8″ зх. д. / 44.34889° пн. ш. 122.78556° зх. д. (44.348986, -122.785581).  За даними Бюро перепису населення США в 2010 році переписна місцевість мала площу 7,30 км², уся площа — суходіл.

## Демографія
Згідно з переписом 2010 року, у переписній місцевості мешкало 378 осіб у 140 домогосподарствах у складі 103 родин. Густота населення становила 52 особи/км².  Було 152 помешкання (21/км²).
Расовий склад населення:
| - 94,4 % — білих - 0,5 % — корінних американців - 0,3 % — чорних або афроамериканців - 1,1 % — осіб інших рас |

До двох чи більше рас належало 3,7 %. Частка іспаномовних становила 3,2 % від усіх жителів.
За віковим діапазоном населення розподілялося таким чином: 24,9 % — особи молодші 18 років, 58,4 % — особи у віці 18—64 років, 16,7 % — особи у віці 65 років та старші. Медіана віку мешканця становила 42,3 року. На 100 осіб жіночої статі у переписній місцевості припадало 100,0 чоловіків;  на 100 жінок у віці від 18 років та старших — 107,3 чоловіків також старших 18 років.
Середній дохід на одне домашнє господарство  становив 48 046 доларів США (медіана — 47 083), а середній дохід на одну сім'ю — 54 502 долари (медіана — 51 667). За межею бідності перебувало 22,5 % осіб, у тому числі 76,5 % дітей у віці до 18 років та 0,0 % осіб у віці 65 років та старших.
Цивільне працевлаштоване населення становило 59 осіб. Основні галузі зайнятості: виробництво — 30,5 %, освіта, охорона здоров'я та соціальна допомога — 28,8 %, транспорт — 23,7 %.